# Alžběta Eleonora Brunšvicko-Wolfenbüttelská
Alžběta Eleonora Brunšvicko-Wolfenbüttelská (30. září 1658, Wolfenbüttel – 15. března 1729, Meiningen) byla nejstarší dcerou vévody Antona Ulricha Brunšvicko-Wolfenbüttelského a jeho manželky Juliany Šlesvicko-Holštýnsko-Sonderbursko-Norburské. Druhým sňatkem s vévodou Bernardem I. se stala sasko-meiningenskou vévodkyní.

## Život
Alžběta Eleonora se poprvé provdala 2. února 1675 ve Wolfenbüttelu za prince Jana Jiřího Meklenburského, ten však zemřel již pět měsíců po svatbě. 25. ledna 1681 se třiadvacetiletá vdova v Schöningenu provdala podruhé, a to za ovdovělého vévodu Bernarda I. Sasko-Meiningenského. Manželství bylo šťastné, i když Alžběta nesdílela manželovy zájmy v alchymii a vojenství. Alžběta Eleonora byla velmi muzikální a její otec byl spisovatelem. Výrazně podněcovala manželův zájem o hudbu a literaturu.
Po manželově smrti se Alžběta Eleonora postavila na stranu nevlastního syna Arnošta Ludvíka I. a jeho ministra von Wolzogena, kteří chtěli samostatně vládnout, a spolu s nimi ignorovala závěť Bernarda I., že budou jeho synové vládnout společně. To vedlo k třiceti rokům bratrského sporu, v němž Alžběta Eleonora podporovala nevlastního syna Arnošta Ludvíka proti vlastnímu synovi Antonínu Ulrichovi. Antonín Ulrich se morganaticky oženil s Filipínou Alžbětou Cäsarovou, která nebyla šlechtického původu; Alžběta Eleonora se kní chovala velmi chladně.
Během vlády Arnošta Ludvíka I. se Meiningen rozvinul v centrum hudební kultury, a to z velké části díky Alžbětě Eleonoře. Rodinné spory ji přiměly opustit veřejný život a více se zabývat náboženstvím. Napsala několik chvalozpěvů.

## Odkaz
Palác Elisabethenburg v Meiningenu byl pojmenován po ní.

## Potomci
Z pětadvacet let trvajícího manželství s Bernardem I. se narodilo pět potomků:
- Alžběta Ernestýna Sasko-Meiningenská (3. prosince 1681 – 24. prosince 1766), abatyše v Gandersheimu
- Eleonora Frederika Sasko-Meiningenská (2. března 1683 – 13. května 1739), jeptiška
- Antonín August Sasko-Meiningenský (20. června 1684 – 7. prosince 1684)
- Vilemína Luisa Sasko-Meiningenská (19. ledna 1686 – 5. října 1753), ⚭ 1703 Karel Württembersko-Bernstadtský (11. března 1682 – 8. února 1745)
- Antonín Ulrich Sasko-Meiningenský (22. října 1687 – 27. ledna 1763), vévoda sasko-meiningenský,
⚭ 1711 Filipína Alžběta Caesarová (6. března 1683 – 4. srpna 1744), morganatické manželství
⚭ 1750 Šarlota Amálie Hesensko-Philippsthalská (11. srpna 1730 – 7. září 1801)